# 無量寺站
無量寺站（日语：／ Muryoji eki */?）是位於石川縣金澤市桂町，北陸鐵道金石線的鐵路車站（廢站）。

## 歷史
- 1923年（大正12年）8月22日：金石電氣鐵道車站啟用[1]。
- 1943年（昭和18年）10月13日：在合併後成為北陸鐵道金石線車站。
- 1971年（昭和46年）9月1日：金石線全線廢除，此站也被廢除[1]。

## 車站構造
此站是無人車站，設有1面1線的單式月台。候車室使用了木製舊車車身製造。

## 現狀
經過土地重整後，車站遺址變成住宅區。

## 相鄰車站
北陸鐵道
金石線
三善製紙前－無量寺－大野港

## 注腳
1. 1 2  今尾惠介《日本鐵道旅行地圖帳》6號 北信越（新潮社、2008年）p.31

## 相關項目
- 日本鐵路車站列表 Mu